# Эвертсен, Гелейн
Гелейн Эвертсен (нидерл. Geleyn Evertsen; апрель 1631 года, Роттердам — июнь 1680 года, Роттердам) — нидерландский адмирал XVII века.
Гелейн был младшим сыном и десятым ребёнком зеландского лейтенант-адмирала Корнелиса Эвертсена-старшего и Йоханны Горкум. Он был братом адмирала Корнелис Эвертсена-младшего, прозванного Keesje Duvel, и двоюродным братом вице-адмирала Корнелиса Эвертсена-среднего, сына лейтенант-адмирала Йохана Эвертсена.
Гелейн отличался от своих братьев, в первую очередь французской школой; опасаясь сильного принуждения со стороны своей семьи, он уже в свои четырнадцать лет выбрал для себя службу на флоте, начав её на судне своего кузена Корнелиса. Он был в ранге лейтенанта в Адмиралтействе Зеландии с 1672 года и участвовал в сражениях Третьей англо-голландской войны, в том числе в сражении при Солебее и сражении при Текселе. В 1674 году он был ранен в Голландской войне во время неудачного нападения де Рюйтера на Мартинику.
Он стал капитаном в 1679 году. В 1683 году он принимал участие в боевых действиях на Балтийском море на Delft.
С 1 апреля 1685 года он стал контр-адмиралом и сопровождал на Veere в 1688 году Вильгельма Оранского во время его вторжения на Британские острова; 17 апреля 1695 года он стал вице-адмиралом. Всё это время он боролся, а после 1688 года и вместе с англичанами, против быстро растущего флота короля Людовика XIV.
Эвертсен участвовал в 1690 году во время войны Аугсбургской лиги в экспедиции Филипа ван Альмонда на испанском побережье. Он отличился в сражениях при Барфлёре и при Ла-Хог в 1692 году, когда большая часть французского флота была ликвидирована; в то время, однако, зеландский флот уже значительно сократился.
В 1700 году он участвовал в британской бомбардировке Копенгагена; затем он командовал морской блокадой против пиратов Дюнкерка на Zeelandia. После 1703 года он оставался на берегу, поскольку британскими союзниками было принято решение, что объединённым флотом будет всегда командовать британец, даже если он ниже по рангу. После смерти Вильгельма III англичане командовали таким образом, что голландцы не желали больше чувствовать себя униженными и допускали к совместной службе только младших офицеров.
22 июня 1707 года Гелейн как лейтенант-адмирал стал преемником на должности своего покойного брата.
Он был дважды женат на женщинах знатного происхождения, но остался бездетным. После своей смерти в 1721 году он оставил капитал в 200 000 гульденов, включая недвижимость с домом в Мидделбурге, где он и был похоронен в склепе Эвертсенов.